# Ordem "Pela Coragem" (Ucrânia)
A Ordem "Pela Coragem" (em ucraniano:  Орден «За мужність», transl. Orden «Za muzhnistʹ») é uma condecoração ucraniana estabelecida pelo presidente ucraniano Leonid Kuchma em 21 de agosto de 1996. O desenho é do artista ucraniano Mykola Lebid.

## Prêmios do Presidente da Ucrânia pela Coragem
Antes de agosto de 1996, a bravura pessoal foi homenageada com Prêmios do Presidente da Ucrânia pela Coragem: a Estrela pela Coragem e a Cruz pela Coragem, instituídas em 29 de abril de 1995. Em 21 de agosto de 1996, foram transformadas em três classes da Ordem pela Coragem. Os agraciados com os prêmios do Presidente da Ucrânia, como a Estrela pela Coragem e a Cruz pela Coragem, são considerados iguais aos agraciados da Ordem pela Coragem e são reconhecidos como titulares da Ordem pela Coragem, mantendo o direito de usar as condecorações que foram concedidas. A concessão da Estrela pela Coragem e da Cruz pela Coragem foi descontinuada após a instituição da Ordem pela Coragem.
| A Estrela pela Coragem (1995–1996) | A Cruz pela Coragem (1995–1996) |
| ---------------------------------- | ------------------------------- |
|                                    |                                 |

## Medalhas, estrela e barretas
| Primeira classe | Primeira classe | Segunda classe | Terceira classe |
| --------------- | --------------- | -------------- | --------------- |
|                 |                 |                |                 |
| Barreta         |                 |                |                 |
|                 |                 |                |                 |

## Agraciados
| Nº | Nome                     | Anos de vida                                   | Detalhes | Ref.              |
| -- | ------------------------ | ---------------------------------------------- | --- | ----------------- |
| 1  | Viktor Gurniak           | 1987–2014                                      | Batedor, fotógrafo e voluntário ucraniano morto na Guerra Russo-Ucraniana. |                   |
| 2  | Aleksandr Akimov         | 1953–1986                                      | Engenheiro e supervisor de turno na Usina Nuclear de Chernobyl que trabalhou incansavelmente até sua morte para mitigar os riscos de segurança representados pelo desastre de Chernobyl.                                                           |                   |
| 3  | Leonid Toptunov          | 1960–1986                                      | Na sala de controle do painel de controle do reator no momento da explosão, com Akimov; recebeu dose fatal durante tentativas de reiniciar o fluxo de água de alimentação para o reator.                                                           |                   |
| 4  | Valery Khodemchuk        | 1951–1986                                      | Engenheiro que era operador da bomba de circulação do turno noturno na usina de Chernobyl e foi a primeira vítima do desastre de Chernobyl. |                   |
| 5  | Yuri A. Vershynin        | ? - 28 de julho de 1986                        | Na sala da turbina no momento da explosão; recebeu dose fatal (mais de 1.000rad) durante o combate a incêndios e estabilização da sala da turbina, morreu em um hospital de Moscou.                                                                |                   |
| 6  | Anatoly I. Shapovalov    | ? - 19 de maio de 1986                         | Eletricista durante o desastre de Chernobyl. |                   |
| 7  | Viktor V. Proskuryakov   | ? - 17 de maio de 1986                         | Presente na sala de controle no momento da explosão; recebeu dose fatal de radiação ao tentar entrar na sala do reator para abaixar manualmente as hastes de controle durante o desastre de Chernobyl.                                             |                   |
| 8  | Valery I. Perevozchenko  | ? - 13 de junho de 1986                        | Capataz durante o desastre de Chernobyl. Recebeu uma dose fatal de radiação durante a tentativa de localizar e resgatar Khodemchuk e outros, aproximou-se da sala do reator junto com Kudryavtsev e Proskuryakov.                                  |                   |
| 9  | Oleksandr V. Novyk       | ? - 26 de julho de 1986                        | Inspetor-maquinista de equipamentos de turbina durante o desastre de Chernobyl. Recebeu dosagem fatal de mais de 1.000rad durante o combate a incêndios e estabilização da sala da turbina.                                                        |                   |
| 10 | Vladimir I. Tishura      | 15 de dezembro de 1959 - 10 de maio de 1986    | Primeiro bombeiro a responder ao desastre de Chernobyl. Recebeu uma dose fatal enquanto extinguia incêndios no telhado do reator 3. |                   |
| 11 | Viktor N. Kibenok        | 17 de fevereiro de 1963 - 11 de maio de 1986   | Chefe do Corpo de Bombeiros de Pripyat, primeiro respondente no desastre de Chernobyl. Recebeu uma dose fatal de radiação ao extinguir incêndios no telhado do reator 3 e ao redor da chaminé de ventilação.                                       |                   |
| 12 | Vladimir Pravik          | 13 de junho de 1962 –11 de maio de 1986        | O primeiro bombeiro a chegar ao local do desastre de Chernobyl, coordenou os esforços de combate a incêndios no telhado da sala da turbina e no telhado do reator 3. Recebeu uma dose fatal de radiação enquanto estava no telhado do reator 3.    |                   |
| 13 | Vasily Ignatenko         | 13 de março de 1961 - 13 de maio de 1986       | Primeiro bombeiro a responder após a explosão de Chernobyl. Apagou incêndios ao redor da chaminé de ventilação e ajudou a descer seus camaradas do telhado. Ele recebeu uma dose fatal de radiação enquanto estava no telhado do reator 3. (13 SV) |                   |
| 14 | Leonid P. Telyatnikov    | 25 de janeiro de 1951 - 2 de dezembro de 2004  | Chefe da BI da Usina Nuclear de Chernobyl, chegou 10 minutos após a explosão e coordenou todos os esforços de combate a incêndios no local. Ele também ajudou seus homens a entrarem em ambulâncias. (6 Sv)                                        |                   |
| 15 | Nikolai I. Titenok       | 5 de dezembro de 1962 - 16 de maio de 1986     | Socorrista no desastre de Chernobyl. Ele era sargento do Corpo de Bombeiros de Pripyat. Ajudou no combate a incêndios no telhado do reator 3. |                   |
| 16 | Nina Strokata Karavanska | 31 de janeiro de 1926 - 2 de agosto de 1998    | "[P]ela coragem civil, devoção na luta pelo estabelecimento dos ideais de liberdade e democracia, e por ocasião do 30º aniversário do Grupo Público Ucraniano para promover a implementação dos Acordos de Helsínquia.”                            | [ 1 ]             |
| 17 | Ivan Fedorov             | Nascido em 29 de agosto de 1988                | Prefeito de Melitopol, por bravura na Batalha de Melitopol. | [ 2 ]             |
| 18 | Jonathan Tseng           | 12 de setembro de 1997 - 2 de novembro de 2022 | Voluntário taiwanês, primeiro do Leste Asiático morto em combate durante a invasão russa da Ucrânia, depois de cobrir com sucesso 3 colegas para recuar na linha de frente sob cerco.                                                              | [ 3 ] [ 4 ]       |
| 19 | Trevor Kjeldal           | ? - 2 de novembro de 2022                      | Sniper australiano, codinome "Ninja", retornando de ferimento anterior; companheiro de equipe de Tseng, morreu em combate na mesma batalha. | [ 5 ] [ 6 ]       |
| 20 | Patron                   | Nascido em 2019                                | Cão farejador de bombas, premiado em conjunto com seu treinador Mykhailo Iliev. | [ 7 ] [ 8 ] [ 9 ] |
| 21 | Mykhailo Iliev           | Nascido c. 1990                                | Major do Serviço de Protecção Civil e que ensinou trabalhos pirotécnicos ao seu cão farejador Patron. | [ 7 ] [ 8 ] [ 9 ] |
| 22 | Mikhailo Dianov          |                                                | Soldado envolvido na resistência de Mariupol. |                   |
| 23 | Kyrylo Budanov           |                                                | Chefe da Direção Principal de Informação do Ministério da Defesa da Ucrânia. | [ 10 ]            |